# Vicente Iturat
Vicente Iturat Gil (Alcalà de Xivert, 22 augustus 1928 – Vilanova i la Geltrú, 18 augustus 2017) was een Spaans wielrenner die meerdere etappes en eenmalig het puntenklassement won in de Ronde van Spanje.

## Carrière
Zijn eerste profoverwinningen boekte Iturat in 1953, toen was hij succesvol in de Eibarko Bizikleta, waar hij het eindklassement won, en de Ronde van Asturië, waar hij twee etappezeges behaalde. Zijn eerste etappeoverwinning was in de Ronde van Spanje van 1955. Hij won de achtste etappe die finishte in Tortosa. In het eindklassement zou hij dat jaar als vijfde eindigen wat tevens zijn beste prestatie was in deze Grote Ronde. Na etappezeges in onder andere de Ronde van Catalonië en de Ronde van Levante won hij in de jaren 1959, 1960 en 1961 ieder jaar één etappe in de ronde van zijn thuisland, de Ronde van Spanje. In 1959 won hij de derde etappe die 140 kilometer lang was. In een sprint om de zege versloeg hij drie Belgen, dit waren Frans Van Looveren, Roger Baens en Edgard Sorgeloos. Het jaar nadien zegevierde Iturat voor de derde maal in de Vuelta, ditmaal in de elfde etappe nadat hij onder anderen de Fransman Antonin Rolland achter zich liet in een sprint om de etappezege. Zijn vierde en laatste etappezege in de Ronde van Spanje behaalde hij in 1961 in de derde etappe die finishte in Huesca. In deze relatief zware rit finishte Iturat met bijna een minuut voorsprong op zijn landgenoot Julián San Emeterio. Een jaar later, in 1962, sloot Iturat zijn profcarrière af.
Hij overleed in 2017 op 89-jarige leeftijd.

## Overwinningen
1953
Eindklassement Eibarko Bizikleta
4e en 6e (ITT) etappe Ronde van Asturië
1954
4e etappe Ronde van Levante
1955
GP Pascuas
8e etappe Ronde van Spanje
3e etappe Ronde van Catalonië
1956
4e etappe Ronde van Levante
5e etappe Ronde van Catalonië
1957
Trofeo Masferrer
 Puntenklassement Ronde van Spanje
Barcelona-Vilada
1958
Puntenklassement Ronde van Levante
5e etappe Ronde van Catalonië
1959
1e en 8e etappe Ronde van Andalusië
3e etappe Ronde van Spanje
1960
11e etappe Ronde van Spanje
1961
3e etappe Ronde van Spanje
1962
2e etappe Eibarko Bizikleta

### Resultaten in voornaamste wedstrijden
| Jaar | Ronde van Italië | Ronde van Frankrijk | Ronde van Spanje |
| ---- | ---------------- | ------------------- | ---------------- |
| 1953 |                  | opgave              |                  |
| 1954 |                  |                     |                  |
| 1955 | 32e              |                     | 5e (1)           |
| 1956 |                  |                     | 23e              |
| 1957 | opgave           |                     | 12e              |
| 1958 | 53e              |                     | 17e              |
| 1959 |                  |                     | 38e (1)          |
| 1960 |                  |                     | opgave (1)       |
| 1961 |                  | 59e                 | 6e (1)           |
| 1962 |                  |                     | 40e              |

| Jaar |  | WK op de weg |
| ---- |  | ------------ |
| 1953 |  |              |
| 1954 |  |              |
| 1955 |  |              |
| 1956 |  |              |
| 1957 |  |              |
| 1958 |  | opgave       |
| 1959 |  |              |
| 1960 |  |              |
| 1961 |  |              |
| 1962 |  |              |

Wielerploegen van Vicente Iturat
Ambrosio ·
Bahamontes ·
Borcy ·
Bordin ·
Botella ·
Carizzoni ·
Clerici ·
Corrales ·
De Lathouwer ·
Decock ·
Derycke ·
Ernzer ·
van Est ·
Fornasari ·
Galdeano ·
Gaul ·
Gelabert ·
Graf ·
Hoevenaars ·
Hollenstein ·
Iturat ·
Kemp · 
Kerckhove ·
Keteleer ·
Luyten ·
Metra ·
Noyelle ·
Poblet ·
Ruiz ·
Schär ·
Schils ·
Schotte ·
Schroeders ·
Serra ·
Strehler ·
Van Der Helst ·
Van Looy ·
Vannitsen ·
Verhelst ·
Verplaetse ·
Vidaurreta
Borcy ·
Bordin ·
Botella ·
Bover ·
Chacón ·
Ciampi ·
Company ·
Decock ·
Derycke ·
Desmet ·
Emiliozzi ·
Ernzer ·
Fini ·
Fornasari ·
Galdeano ·
Gaul ·
Geers ·
Girardini ·
Gola ·
Graf ·
Grondelaers ·
Hoevenaars ·
Iturat ·
Kerckhove ·
Koblet ·
Luyten ·
Metra ·
Mostajo ·
Pacheco ·
Pavesi ·
Pellegrini ·
Ruiz ·
Scappini ·
Schär ·
Schils ·
Schroeders ·
Segú ·
Serra ·
Strehler ·
Trobat ·
Vandaele ·
Van Looveren ·
Van Looy ·
Verhelst ·
Verplaetse